# Challenger (gruppo musicale)
I Challenger sono un gruppo musicale post-grunge formatosi a Chicago nel 2003.

## Discografia

### Album studio
- 2004 - Give People What They Want In Lethal Doses